# Batocera molitor
Batocera molitor är en skalbaggsart som beskrevs av Kriesche 1915. Batocera molitor ingår i släktet Batocera och familjen långhorningar. Inga underarter finns listade.